# Saison 10 de Navarro
Chronologie
Saison 9 Saison 11
Cet article présente la liste des différents épisodes de la dixième saison de la série télévisée Navarro.

## Distribution[1]
- Roger Hanin (Antoine Navarro)
- Emmanuelle Boidron (Yolande Navarro)
- Maurice Vaudaux (Commissaire divisionnaire Waltz)
- Jacques Martial (Bain-Marie)
- Catherine Allegret (Ginou)
- Daniel Rialet (Inspecteur Joseph Blomet)
- Christian Rauth (Inspecteur René Auquelin)
- Jean-Claude Caron (Borelli)
- Jean-Marie Mistral (Martin)
- Bernard Larmande (Carlo)
- Françoise Armelle (Gaby)

## Épisodes

### Épisode 1
Alicia Alonso dans le rôle d'Anne-Marie Tozzia

Lény Bueno dans le rôle de Michaël Tozzia

Edgar Givry dans le rôle de Philippe Tozzia

### Épisode 2
Marie Rousseau dans le rôle de Marie Castillan
Claude Brosset dans le rôle d'André Guillot

### Épisode 3
Séverine Debels dans le rôle de Marie-Eve

Steve Suissa dans le rôle de Delcourt

Yannick Soulier dans le rôle de Gomez